# Hardenbergsches Haus

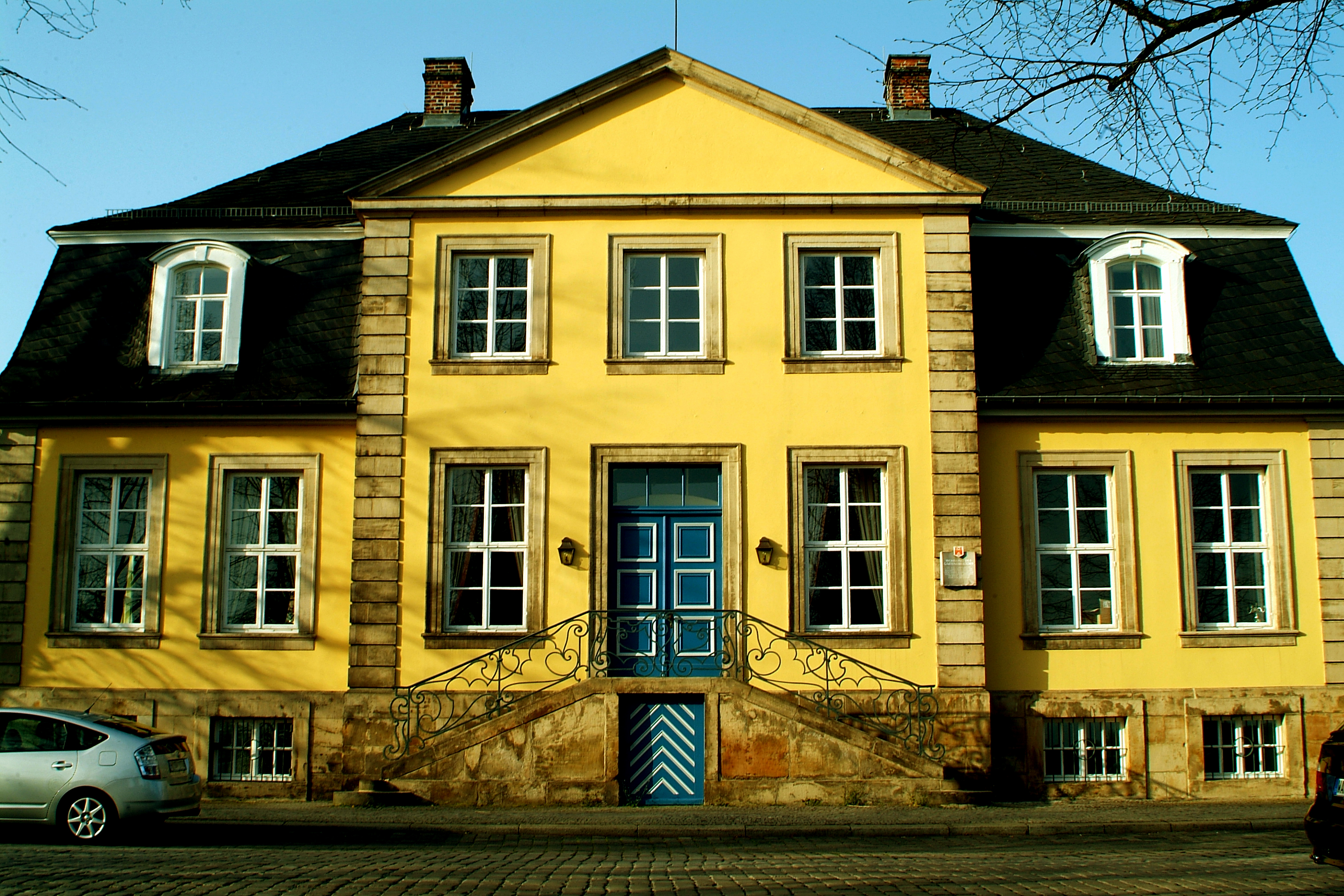
Die dem Großen Garten zugewandte Seite des Hardenbergschen Hauses

Das Hardenbergsche Haus (auch: Hardenberg’sches Palais oder Hardenberg’sches Haus) in Hannover ist eine Villa, die von höchsten internationalen Persönlichkeiten bewohnt wurde. Seit seinem Umbau im Jahre 2000 dient das Gebäude als Gästehaus und für spezielle Feierlichkeiten und Tagungen. Standort der denkmalgeschützten Villa ist die Alte Herrenhäuser Straße 10 am Endpunkt der westlichen Graft-Allee des Großen Gartens im Stadtteil Herrenhausen.

## Geschichte

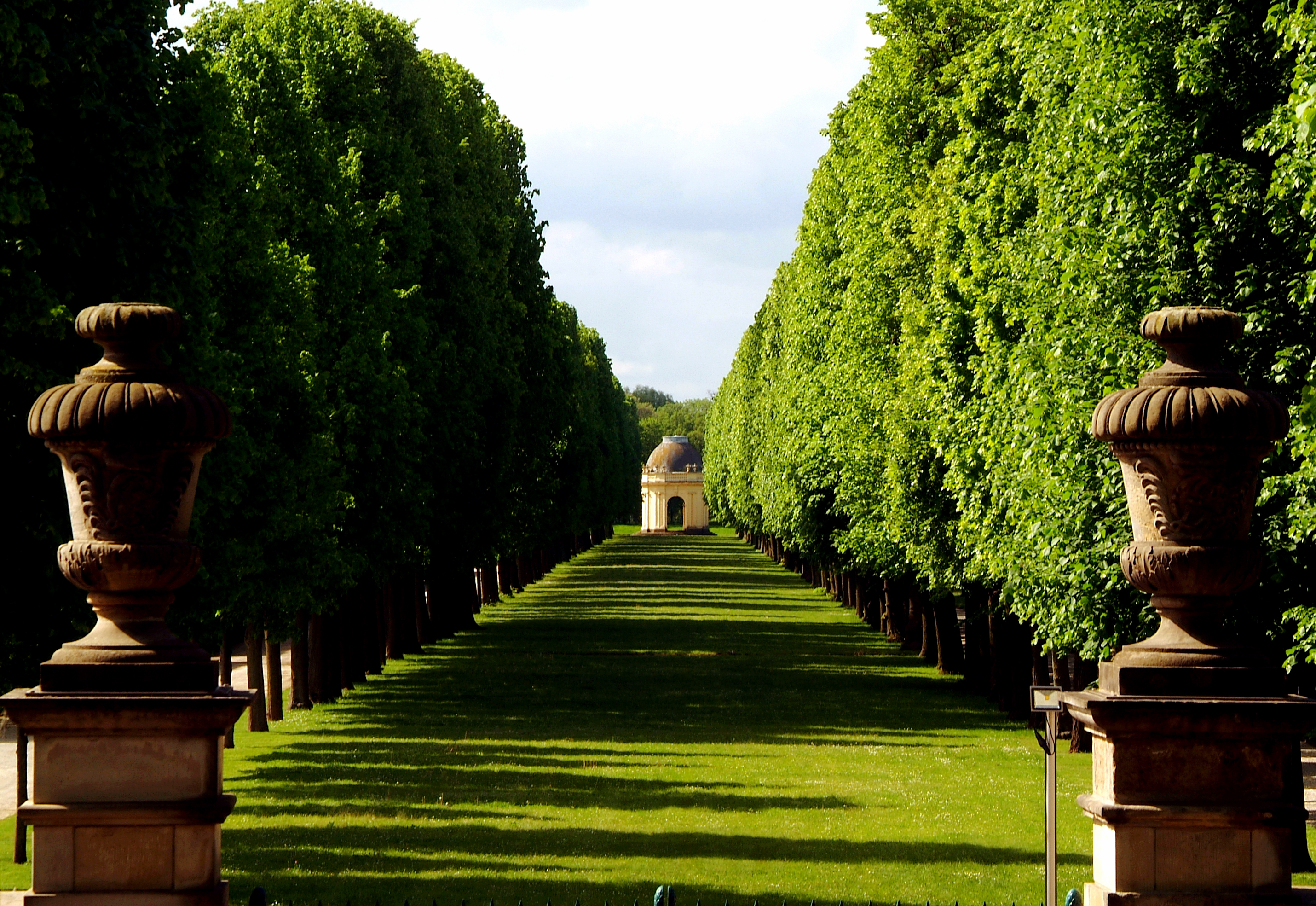
Blick von der Freitreppe in die Graft

An der Stelle des Hardenbergschen Hauses hatte zuvor der kurfürstlich hannoversche Gartenkünstler Martin Charbonnier sein Wohnhaus. An dieser Stelle errichtete dann 1749 bis 1751 Johann Paul Heumann für den Leiter des Hofbau- und Gartenwesens, Friedrich Karl von Hardenberg, eine neue „Hof-Bau- und Gartendirektors Offizialwohnung“, zugleich mit „Überwinterungsräumen für frostempfindliche Pflanzen“.
Als Anfang der zehnjährigen Fremdherrschaft, der sogenannten Franzosenzeit, der französische General Édouard Adolphe Mortier am 5. Juni 1803 mit seinen Truppen in Hannover einzog, wählte der Befehlshaber das Hardenbergsche Haus zum eigenen Quartier. Auch sein Nachfolger, der französische Kriegsminister und spätere König von Schweden und Norwegen, Jean Baptiste Jules Bernadotte, fand die ehemalige Dienstvilla des Gartendirektors offenbar „commod“ – er wohnte hier von 1803 bis 1804.
Als 1866 das Königreich Hannover nach der Schlacht bei Langensalza endete, verlegten die Welfen ihr familiäres Welfenmuseum in das Hardenbergsche Haus (siehe auch Fürstenhaus Herrenhausen-Museum).

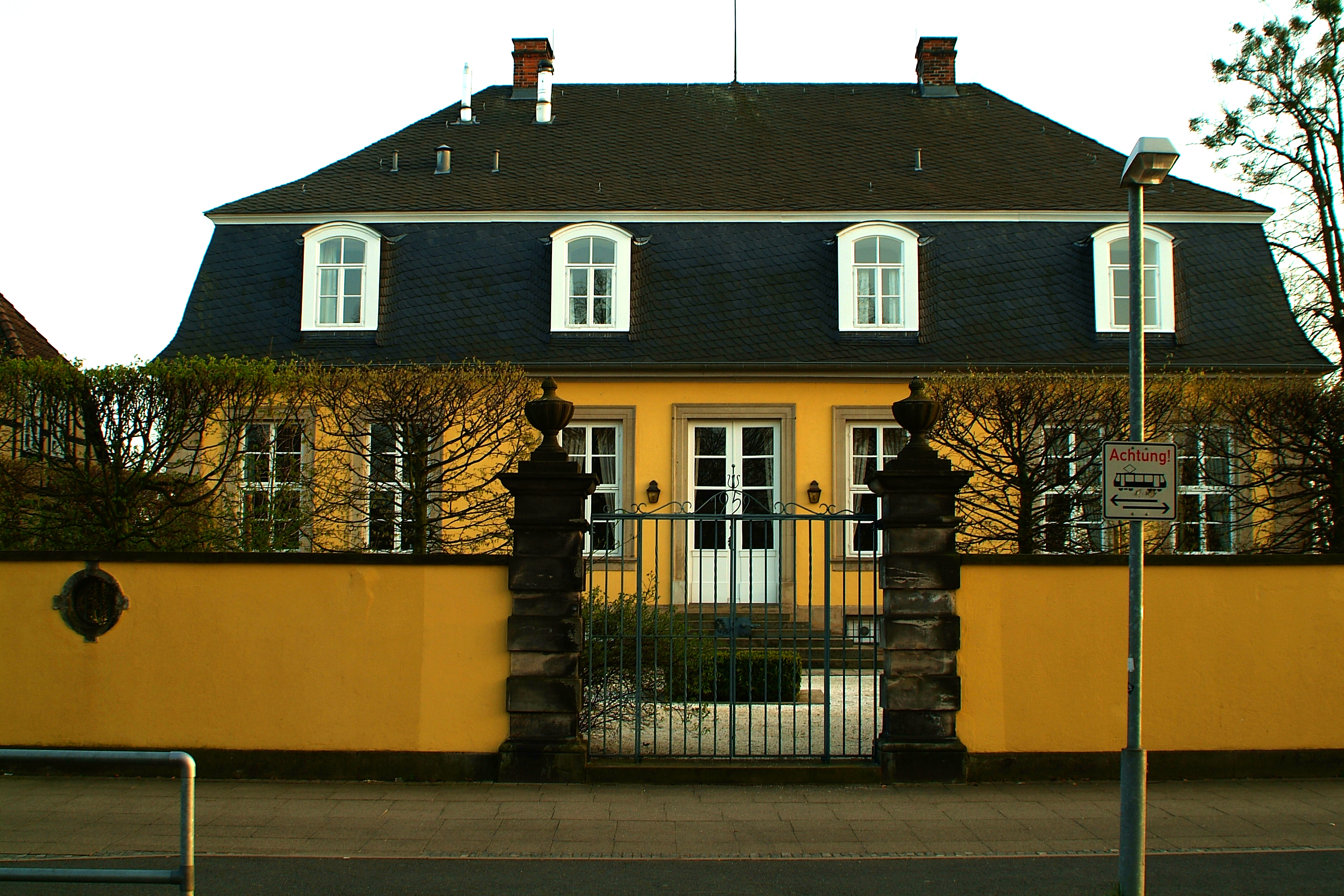
Mauer der 1939 verkleinerten Gartenseite an der Herrenhäuser Straße

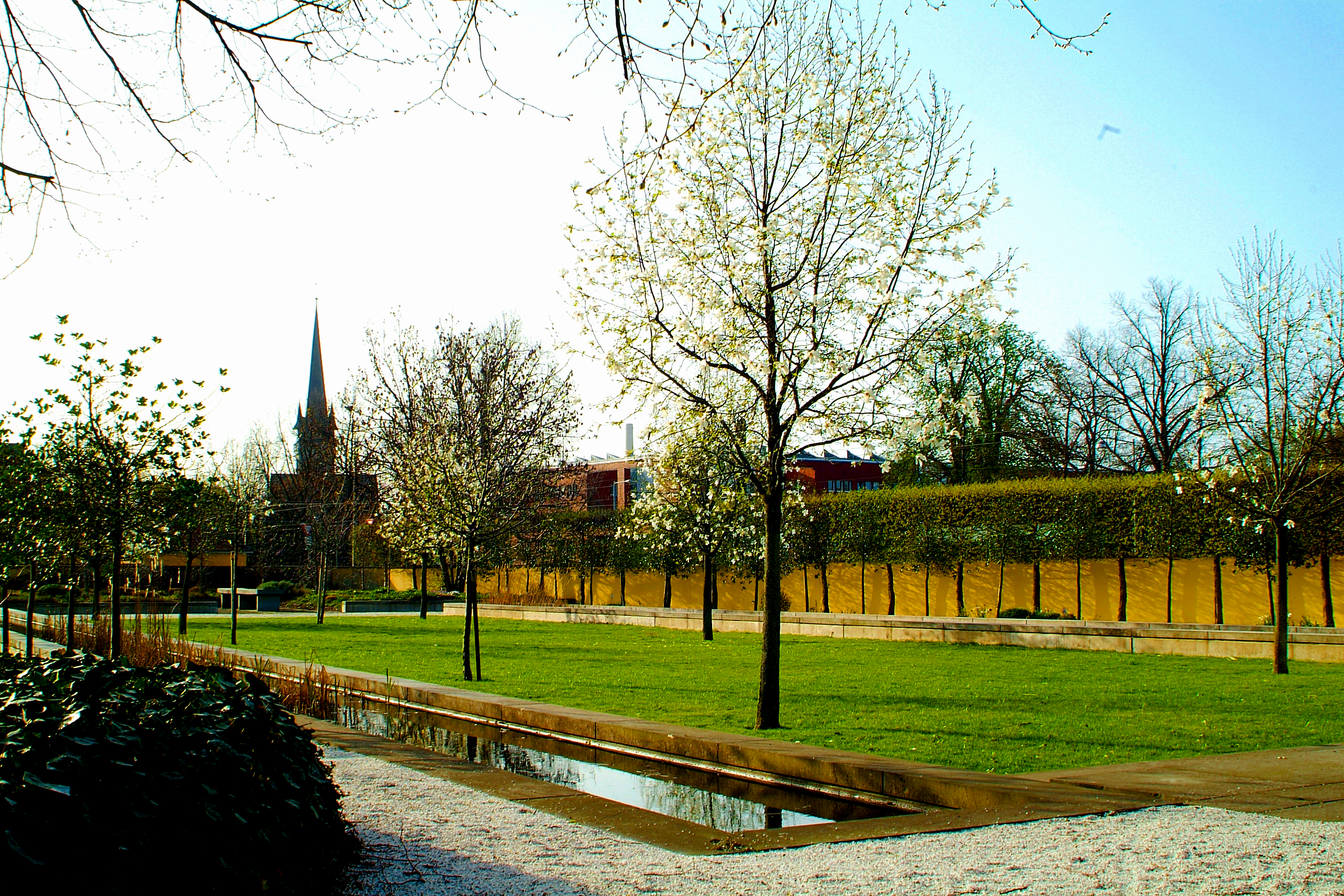
Der neugestaltete Garten im Frühjahr

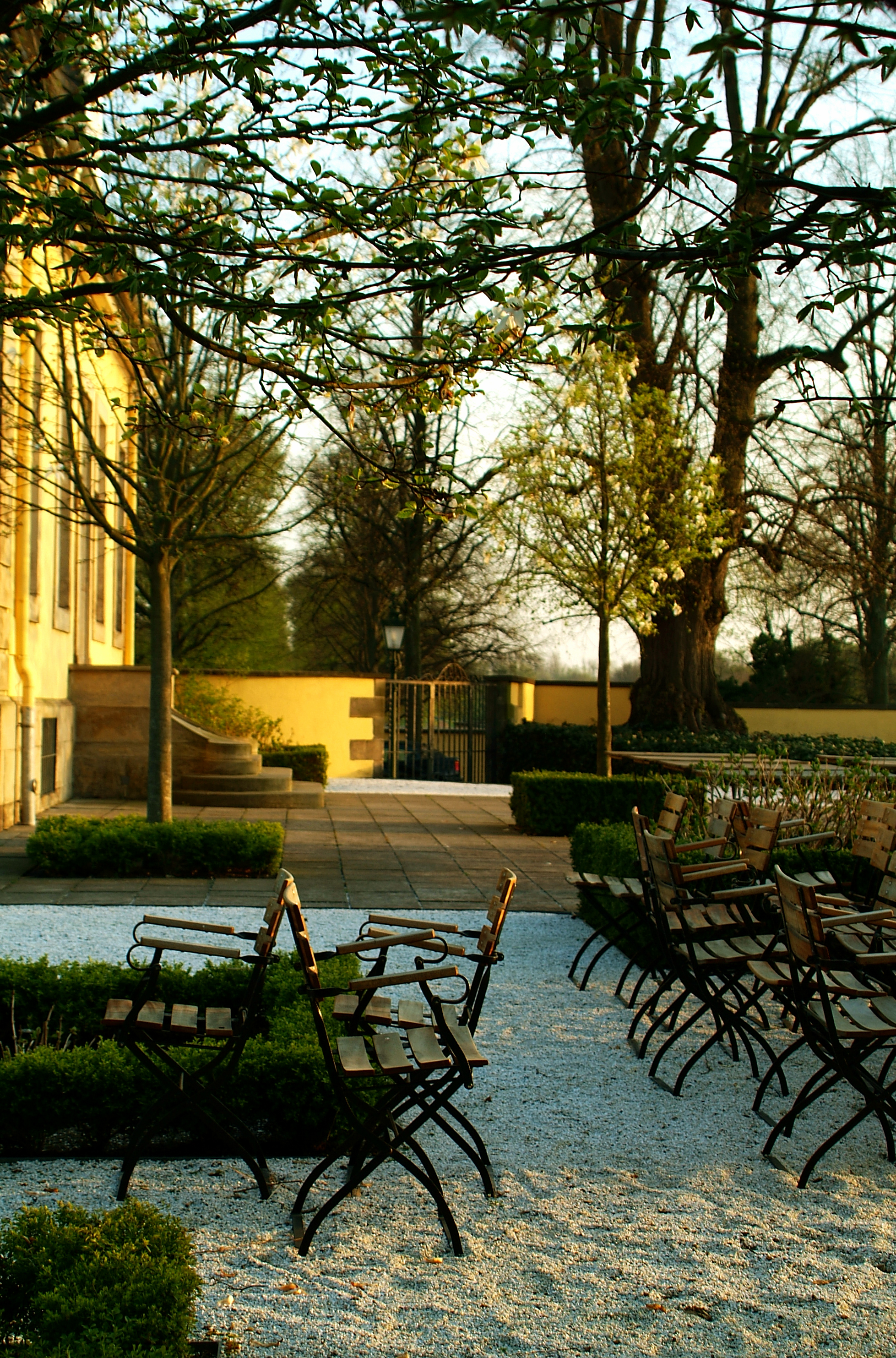
Blick von Norden in den Garten

Zur Zeit des Nationalsozialismus erwarb die Stadt Hannover das Gebäude und renovierte das Haus bis 1939, um hier das Standesamt einzurichten. Zeitgleich wurde der Garten verkleinert, um den Mittelabschnitt der Herrenhäuser Straße zu verlegen. Die historische Hauptstraße des alten Dorfes Herrenhausen wurde dann mitten im Zweiten Weltkrieg in Alte Herrenhäuser Straße umbenannt.
Ab 1952 war das Hardenbergsche Haus Sitz des Heimatbundes von Hannovers Partnerstadt Glogau, während das Obergeschoss zeitweilig von Eduard Pestel bewohnt wurde.
Ende der 1950er, Anfang der 1960er Jahre bewohnte der Bildhauer Kurt Lehmann das Hardenbergsche Palais und empfing hier etwa Martin Buber, Alexander Calder, Werner Gilles, Alfred Hentzen, den Kunstmäzen Bernhard Sprengel, den Bühnenbildner Rudolf Schulz oder auch Kurt Ehrhardt.
1998 erwarb die Sparkassen-Finanzgruppe das Gebäude und ließ es in den beiden Folgejahren durch die Architekten Schweger + Partner aufwändig sanieren und umbauen. Seit dem Jahr der Expo 2000 war nun das Gebäude für Tagungen, Empfänge und Feiern vorbereitet, zumal im selben Jahr die Landschaftsarchitekten Irene Lohaus und Peter Carl die Gartenanlagen neu gestaltet haben. Dabei wurde auf der nördlichen Seite des Hauses ein neues Gartenparterre angelegt.

## Baubeschreibung und Ausstattung
Johann Paul Heumann errichtete das palaisartige, vom französischen Klassizismus beeinflusste Gebäude als massiven, spätbarocken Putzbau auf hohem Sockel und mit Gliederung durch Werksteine. Der symmetrische Bau unter hohen Walm-Mansarddach wird durch einen zweigeschossigen Mittelrisalit mit doppelläufiger Freitreppe betont. Im Erdgeschoss waren ursprünglich Räumlichkeiten zur Repräsentation mit Freitreppen nach allen Seiten eingerichtet. Die Privaträume waren dagegen im Mansardgeschoss eingerichtet.
Im Gartensaal finden sich Ölgemälde in den Wandvertäfelungen.
Das Hardenbergsche Haus hält seit dem Umbau im Jahr 2000 eine Bibliothek zur Gartenkunst vor.